# Cornwall Island, Ontario
Cornwall Island är en ö i Kanada.   Den ligger i provinsen Ontario, i den sydöstra delen av landet, 90 km sydost om huvudstaden Ottawa.
Omgivningarna runt Cornwall Island är en mosaik av jordbruksmark och naturlig växtlighet. Runt Cornwall Island är det glesbefolkat, med 14 invånare per kvadratkilometer.